# اوبری
اوبری (انگلیسی: Obrey) شرکت کالای لوکس فرانسوی است، که در سال ۱۹۵۱ تأسیس شد.